# Dennis (1993)
Dennis (Originaltitel: Dennis the Menace) ist ein Kinderfilm aus dem Jahr 1993 von Regisseur Nick Castle.
Hauptdarsteller sind Walter Matthau und Mason Gamble. Die Figuren basieren auf dem gleichnamigen US-amerikanischen Comic-Strip von Hank Ketcham, der erstmals im Jahre 1951 erschienen ist.

## Handlung
Der 5-jährige Dennis Mitchell lebt zusammen mit seinen Eltern Henry und Alice in einem Haus. Für den Nachbar Mr. Wilson ist Dennis eine Plage. Seine Frau, die kinderliebe Mrs. Wilson, ist dem Jungen gegenüber jedoch sehr aufgeschlossen. Da Dennis gerade Ferien hat und neben seinem Vater inzwischen auch seine Mutter eine Teilzeitarbeit angenommen hat, versuchen sie für ihren Sohn einen Babysitter aufzutreiben. Dies gestaltet sich allerdings sehr schwierig, da Dennis zwar stets unbeabsichtigt, aber doch regelmäßig für oft sehr massiven Ärger sorgt und dadurch seine Aufpasser an den Rand der Verzweiflung treibt. Als nun auch noch beide Elternteile geschäftlich verreisen müssen und sie jemanden suchen, der in ihrer Abwesenheit Dennis beaufsichtigt, bekommen sie von überall her nur Absagen.
Einzig die Wilsons von nebenan verbleiben, und als die Eltern Mrs. Wilson fragen, sagt diese ihnen dann auch tatsächlich zu. Mr. Wilson ist davon jedoch ganz und gar nicht begeistert und wird im Film selbstredend auch mehrfach das Opfer zahlreicher Streiche und Missgeschicke. So landet zum Beispiel Malerfarbe im Grillgut von Mr. Wilson und als Dennis dessen Gebiss findet und versehentlich die oberen beiden Schneidezähne heraus bricht, ersetzt er diese durch Kaugummi, mit denen Mr. Wilson wie ein Hase aussieht.
Mr. Wilson und seine Frau erhalten während Dennis’ Sommerferien eine Auszeichnung für ihren Garten und geben eine Party, der Dennis während der geschäftsbedingten Abreise seiner Eltern beiwohnen darf. Während dieser Feier präsentiert Mr. Wilson stolz eine Pflanze, die er seit 40 Jahren herangezogen hat und die während der Feierlichkeit im Lichte des Vollmonds für wenige Sekunden erblühen und danach verwelken soll. Dennis  bekommt Hausarrest, da er das Garagentor von Mr. Wilson öffnet und somit das schön vor dem Garagentor aufgestellte Buffet zerstört wird. Als ein Einbrecher in die Stadt kommt und bei Mr. Wilson eine wertvolle Münzsammlung stiehlt, fällt Dennis dieser Diebstahl genau in dem Moment auf, als diese Pflanze blüht. Dennis informiert die Gäste über den Raub und natürlich ist somit der feierliche und für Mr. Wilson seit jungen Jahren gehegter Traum, das Erblühen dieser Pflanze zu erleben, dahin. In einem Anfall von Wut und Enttäuschung sagt er Dennis auf den Kopf zu, dass er für ihn nichts als eine Plage und ein Quälgeist sei und er ihn nicht mehr kennen würde.
Dennis verlässt weinend das Haus von Mr. und Mrs. Wilson und fährt mit seinem Fahrrad davon, wo er kurze Zeit später auf den Dieb trifft. Er treibt den Einbrecher durch sein Geplapper und sein Verhalten ebenfalls in den Wahnsinn, worauf er ihn überführen und der Polizei übergeben kann. So wird der Junge schließlich zum Helden für Mr. Wilson, da er ihm die gestohlenen Münzen zurückgeben kann.

## Hintergrund
- In Großbritannien wurde der Titel des Films auf Dennis verkürzt, da es zur Verwechselung mit dem gleichnamigen, sehr bekannten britischen Comic-Strip Dennis the Menace and Gnasher hätte kommen können. Zufällig wurden im März 1951 zwei Comic-Strips mit identischem Namen sowohl in Großbritannien als auch in den USA erfunden. Der englische Strip wurde am 7. März 1951 unter Dennis the Menace[2] in Großbritannien veröffentlicht. Der Comic-Strip wird auch heute noch produziert. Am 12. März 1951 startete das amerikanische Comic Dennis the Menace in den USA,[3] auf dessen Figuren dieser Film basiert.

- Der Titel des Gedichts, das Martha Wilson dem fünfjährigen Dennis zum Einschlafen vorträgt, lautet „Wynken, Blynken, and Nod“. Es ist ein Abendgedicht das bereits viele Amerikaner über Generationen ihren Kindern zum Einschlafen vorgetragen haben. Autor des Gedichts ist der US-amerikanische Schriftsteller und Dichter Eugene Field. Das Gedicht wurde im Laufe der Zeit von sehr vielen Künstlern musikalisch verwertet. Die beiden in Deutschland wohl geläufigsten Interpreten dürften Donovan und Roger Whittaker sein.

- Die Dreharbeiten zum Film fanden vom 3. August 1992 bis 12. Januar 1993 statt und wurden beinahe ausschließlich in Illinois gedreht. Die Szene am verregneten Flughafen drehte das Team jedoch in Oklahoma City.[4]
- Die Produktionskosten beliefen sich auf 35 Millionen US-Dollar.[5] Der Film spielte in den Kinos weltweit rund 117 Millionen US-Dollar ein, davon rund 51 Millionen US-Dollar in den USA.[6]
- Kinostart in den USA war am 25. Juni 1993, in deutschen Kinos war er ab dem 8. Juli 1993 zu sehen.[7]
- Lea Thompson und Christopher Lloyd standen schon in den Filmen Zurück in die Zukunft, Zurück in die Zukunft 2 und 3 gemeinsam vor der Kamera.

## Kritiken
„Kindgerechte, aber mit wenig Anspruch und Sorgfalt inszenierte Gag-Geschichte, deren einziger Lichtblick Walter Matthau ist.“

„Die geistige Verwandtschaft zwischen Dennis und seinem großen Bruder ‚Kevin‘ zu bestreiten, hieße den Unterschied zwischen Lassie und einem Collie herbeizudiskutieren. Die Kalauer sind vom gleichen Sandkasten-Kaliber, der Slapstick bewegt sich auf Macaulay-Culkin-Niveau. Was ‚Dennis‘ dem ‚Kevin‘ voraus hat, ist die bessere Besetzung. Der unter 20 000 Bewerbern ausgesuchte Mason Gamble erweist sich in seiner natürlichen Art als Volltreffer. Und Walter Matthau gibt als grummeliger Mr. Wilson die ideale Angriffsfläche für Lausbub Dennis ab. Bedenklich sind die reichlich brutalen ‚Scherze‘, die vor allem Sam (Christopher Lloyd) über sich ergehen lassen muß.“

## Auszeichnungen
- Der Film „Dennis“ erhielt 1994 die Goldene Leinwand für drei Millionen Zuschauer in 18 Monaten.[10]
- 1994 wurde der Dennis-Darsteller Mason Gamble zusammen mit vier anderen Schauspielern für den Negativpreis Goldene Himbeere als Schlechtester Newcomer nominiert. Die Goldene Himbeere 1994 erhielt aber die Sängerin und Schauspielerin Janet Jackson für ihr Debüt in dem Film Poetic Justice.

## Weitere Verfilmungen
- 1959–1963: Dennis, Geschichten eines Lausbuben (Dennis The Menace) – US-Sitcom, 146 Episoden in 4 Staffeln[11]
- 1986–1988: Dennis The Menace – US-Cartoon-Serie, 78 Episoden in 2 Staffeln[12]
- 1987: Dennis – Der Quälgeist[13] (Dennis The Menace) – US-TV-Komödie, 92 Min.
- 1998: Dennis – Widerstand zwecklos[14] (Dennis The Menace strikes again!) – US-TV-Komödie, 71 Min.
- 2007: Weihnachten mit Dennis – Eine schöne Bescherung![15] (Dennis the Menace Christmas) – US-TV-Komödie, 82 Min.